# Grup de la blödita
El grup de la blödita és un grup de minerals de la classe dels sulfats que cristal·litzen en el sistema monoclínic. El grup està format per cinc espècies minerals: blödita, changoïta, cobaltoblödita, manganoblödita i niquelblödita. Aquests minerals són sulfats tetrahidratats amb sodi i un metall, de fórmula general Na₂M (SO₄)₂ · 4H₂O, on M pot ser magnesi (Mg), manganès (Mn), cobalt (Co), níquel (Ni) o zinc (Zn). Es coneixen alguns compostos artificials quan el metall (M) és ferro.
| Espècie        | Fórmula               |
| -------------- | --------------------- |
| Blödita        | Na₂Mg(SO₄)₂·4H₂O      |
| Changoïta      | Na₂Zn(SO₄)₂·4H₂O      |
| Cobaltoblödita | Na₂Co(SO₄)₂·4H₂O      |
| Manganoblödita | Na₂MnSO₄)₂·4H₂O       |
| Niquelblödita  | Na₂(Ni,Mg)(SO₄)₂·4H₂O |

Segons la classificació de Nickel-Strunz els minerals d'aquest grup pertanyen a "07.C - Sulfats (selenats, etc.) sense anions addicionals, amb H₂O, amb cations de mida mitjana i grans» juntament amb els següents minerals: krausita, tamarugita, kalinita, mendozita, lonecreekita, alum-(K), alum-(Na), tschermigita, lanmuchangita, voltaïta, zincovoltaïta, pertlikita, amoniomagnesiovoltaïta, kröhnkita, ferrinatrita, goldichita, löweïta, leonita, mereiterita, boussingaultita, cianocroïta, mohrita, niquelboussingaultita, picromerita, polihalita, leightonita, amarillita, konyaïta i wattevil·lita.